# Schwaikheim
Schwaikheim es un pueblo de unos 9.000 habitantes (datos de finales de 2008) situado en la región de Baden-Württemberg (Alemania). Se encuentra a 20 kilómetros de la capital de la región, Stuttgart.
Su altitud varía entre los 260 metros sobre el nivel del mar en el centro del pueblo hasta los 290 m s. n. m. del punto más alto, la zona sur donde se encuentra la estación de tren que comunica el pueblo con poblaciones cercanas y con Stuttgart.
El paraje es típico de allí: pequeñas colinas pobladas de grandes extensiones de hierba, flores y árboles, de verde intenso.
CLIMA DE SCHWAIKHEIM:
El clima es muy parecido al de Stuttgart. Se caracteriza por inviernos fríos, con máximas de 4-7 °C de media y mínimas de -4 °C. Los días más fríos de cada invierno pueden alcanzar los -12 °C.
En cuanto al periodo de estío, las máximas se encuentran en 25-30 °C y las mínimas de 10-15 °C, siendo una de las regiones alemanas con máximas temperaturas. Los días más cálido se alcanzan los 34-35 °C.
En cuanto a precipitaciones, es un lugar con lluvias moderadas-abundantes durante todo el año, alcanzando una media anual de 700 mm (unidad equivalente a litros por metro cuadrado).
POBLACIONES CERCANAS:
Las poblaciones más cercanas son Winnenden, Weiler zum Stein y Bittenfeld.
Las ciudades más importantes cercanas son Waiblingen y Stuttgart.
Si quiere saber la temperatura en directo del bello pueblo del cual estamos tratando:
Wetter aus Schwaikheim